# メトロクロス
『メトロクロス』（METRO-CROSS）は、1985年5月にナムコから稼働されたアーケード用横スクロールアクションゲーム。
1986年12月16日にファミリーコンピュータに移植されたほか、1997年2月28日発売のプレイステーション版『ナムコミュージアム Vol.5』、2009年11月5日発売のXbox 360版『ナムコミュージアム バーチャルアーケード』にも収録されている。他にも、MZ-700のほか、日本国外ではZX Spectrum、コモドール64、Atari ST、Amstrad CPC、にも移植されている。
また、携帯電話アプリゲームとして2003年にJ-フォンのJavaアプリにて配信されたほか、2008年にiアプリにて『メトロクロスWIDE版』として配信された。2015年にはファミリーコンピュータ版がWii U用ソフトとしてバーチャルコンソールにて配信された。

## ゲーム内容

### システム
傷だらけのランナー（通称「オレ」、以下プレイヤーで記載）を操作し、謎の地下通路に仕掛けられた様々なトラップ、障害物を乗り越えてスタート地点からゴール地点まで時間内に走破するのが目的。所狭しと並べられる障害物の配置が嫌らしく、高い反射神経を問われる。
8方向レバーとジャンプボタン（FC版では十字キーとボタン）でプレイヤーを操作する。任意惰性横スクロール画面であり、レバーを左右に入れることで加速と減速を行う。後退も可能だが、少ししかできない。ジャンプすると障害物を飛び越えることができるが、同じ距離を走って移動した時に比べてジャンプ1回につき0.1秒タイムロスをする。
全32ラウンド（4ラウンド×8ステージ）で構成され、1ラウンド毎の制限時間内にクリア（走破）することが要求される。1ステージ中、1〜3ラウンドのクリア時の残り時間は4ラウンド（ステージ内の最後のラウンド）に合算され、4ラウンドに設定された残り時間が無くなった後にそれが減少する仕様となっている。それぞれのラウンドの残り時間（4ラウンド目では残り時間と前ラウンドまでの残り時間との合計）が0'10"0を切ると警告表示としてスパークが発生、時間切れ（アーケード版は0.0秒・ファミコン版は実質-0.1秒、表示上は0.0秒）になるとプレイヤーは感電してゲームオーバーとなる（アーケード版は床に着地したら感電、このためキューブに乗り続ける状態が維持できれば感電しない）。プレイヤーの行く手を阻む障害物や有利になるアイテムが存在するものの、時間切れ以外にゲームオーバーとなることは無い。全32ラウンドの障害物やアイテムの配置は常に同じなので、このマップ（配置）を記憶することがオールクリアの基本となる。ラウンド32をクリアするとエンディングが流れゲーム終了、FC版では周クリアデモの後、制限時間が1秒減となったラウンド1に戻るという難度上昇型ループ制（4ラウンド目は前ラウンドまでのタイムを含め、実質4秒少なくなる）となっており、5周目のラウンド9が物理的にクリア不可能な最終面。
プレイヤーの「オレ」は、ヘルメットとサングラスに、全身ウェットスーツのような服を着て、赤いブーツを履いた独特の風貌で正式名称は設定されていない。本ゲームのデザイナーである岡本達郎がモデルとなっており、特徴のあるアゴ周りなどに岡本の風貌が反映されている。アーケード版インストではゲーム画面と同じ全身黄色のデザインで描かれている物と黄色ヘルメット+全身青で描かれている2バージョンがあり、アーケード版ポスターもまた全身が青、ファミコン版パッケージはゲーム画面とは異なるアゴの長くない顔で描かれている。

### 障害物
キューブやナイトなどの「画面の上下方向へ移動できるもの」とスリップゾーン以外の障害物には、当たり判定の存在しない部分がある。これを利用することで、道中の床の境目（ライン）にプレイヤーを合わせて回避することが可能（通称、ライン合わせ）。これはインストラクションカードやゲーム中で説明されていない。
ハードル
通路上に存在する障害物。ジャンプして飛び越えることができる。
スリップゾーン
緑色の床障害。この上をプレイヤーが走ると遅くなる。
キューブ
通路上を画面に対して上下に転がりながら移動する箱型の障害物。接触すると潰されてしまう。ジャンプしてもかわすことは難しい。
ジャンボ缶
通路上を画面に対して左右に移動（ランナーに向かったり、遠ざかる）する赤いジュース缶状の障害物。ジャンプしてかわすことができるが、失敗すると躓いたり潰されたりする。後半になるとフェイントをかける缶も出てくる。
落とし穴
床が無く水で満たされている床障害。通過しようとすると穴に落ちる。ファミコン版では1ラウンド内に4回落ちると「ZAPPED!」と表示されてスタート地点に戻される。
壁（ウォール）
移動せず上下に伸縮する、完全に縮んでいる場合はそのまま通過できる、ある程度の高さまではジャンプで飛び越えることができるが伸びているとぶつかって進行を止められたり、飛び越える時に後ろ足に触れると躓いてバランスを崩す。
ジャンプ台
端が斜めにせり上がっている黄色い床。通過時にジャンプボタンを押す（押し続けていればOK）と、移動速度が速い長距離ジャンプができる。
クラッカー
四角い枠の中央に小さな穴が開いた床。通過するとクラッカーが爆発し、上に弾れる。タイミング良くジャンプボタンを押すことで、ジャンプ台以上の長距離ジャンプが可能な「クラッカージャンプ」を行える。クラッカージャンプでゲートを超えると5,000点のボーナスが入る。
ネズミ
前方から走って噛み付いて来る。アーケード版では緑色でFC版は黒。噛み付かれると動きが遅くなるが、レバー操作で振り払うことができる。複数のネズミに噛み付かれると、さらに遅くなり、動けなくなることもある。
タイヤ
前方から飛び跳ねて来る。下をくぐることも可能。ファミコン版はアーケード版より動きが遅くなっている。
ナイト・キング
通路上をチェスのナイト・キングと同じ動きで跳ねて来る。ナイトの方が厄介な動きをする。
角行（ファミリーコンピュータ版のみ）・飛車（ファミリーコンピュータ版のみ）
通路上を将棋の角行・飛車と同じ動きで飛んでくる。プレイヤーがぶつかると成り駒になる。
コンベアー（ファミリーコンピュータ版のみ）
床障害。緑色の中心に白い線が入っている。上に乗ると、前に進めず、ジャンプもできなくなる。左右に移動するしかない。

### アイテム
アルミ缶
通路に置いてある青い缶。ジャンプで踏むと2秒間、制限時間が停止する。
蹴る（体当たりする）と得点が入る。同じ缶を続けて蹴ると100→500→1000→2000→5000と得点が上がっていき、5000点の後は画面下へ消える。蹴った缶が連続で同じコースに着地することはなく、途中で画面下へ消えることも多い。
スペシャルドリンク缶
通路に置いてある黄色い缶。これを飲む（通過する）とプレイヤーが5秒間、スピードアップする（終盤の面では2秒間）。しかしスリップゾーンに入ったり、ネズミに捕まったりした場合は効果がほとんど無い。
踏んだ場合はアルミ缶と同じく制限時間が2秒停止。
ファミコン版ではストックアイテムに変更されており、Bボタンを押すとストックを減らしてスピードアップする。
スケボー
通路に置いてあるスケートボード。これに乗るとスリップゾーンでもスピードが落ちなくなる。
障害物にぶつかったり、ジャンプしたりすると離れてしまうため、障害物をレバー操作のみでかわすことになる。
乗っている間、アルミ缶を踏むことができず、制限時間を止めることもできなくなる。ただし、スペシャルドリンク缶の取得によるスピード上昇は受けられる。
スケボーに乗ったまま別のスケボーに乗り換えたり、乗ったままゴールするとボーナス得点が得られる（それぞれ2000、10000）。
障害物にぶつからずに進めるライン合わせは、スケボーのタイヤの軸（ファミコン版ではタイヤの縁）に合わせて行う。キューブ等には効果がない。
スペシャルブーツ（ファミリーコンピュータ版のみ）
アルミ缶を10個踏む毎に出現、赤いブーツにSの文字が描かれている、スピードアップし一定時間無敵になるが、障害物だけでなくアルミ缶やスケボーもすり抜けてしまう。
スペシャルドリンクパック（ファミリーコンピュータ版のみ）
同じアルミ缶を5回けり続けると出現。黄色い箱にDの文字が描かれている。スペシャルドリンク2つ分ストックされる。

### 隠れキャラ
ファミコン版では一定条件を満たすとナムコキャラが登場する。出現させるだけでボーナスとなる。
女性
加算タイムを使わずに4の倍数（8の倍数では出現しない）のスペシャルラウンドをクリアするとキスで祝福。無得点。
ソルバルウ
『ゼビウス』のプレイヤー機。残り時間が0'05"0ジャストでゴールインすると、7650点のボーナスと共に登場。
ディグダグ
『ディグダグ』のプレイヤーキャラ。1ラウンド内で5回連続クラッカージャンプすると、1000点のボーナスと共に登場。
プーカ
同じく『ディグダグ』の敵キャラ。スケボーに乗ったまま落とし穴に落ちると、1000点ボーナスと共に出現。
パックマン
『パックランド』のプレイヤーキャラで、1ラウンド内に20回連続でジャンプ台ジャンプすると登場。2000点ボーナス。

## 移植版
| No. | タイトル                                      | 発売日                                    | 対応機種                                      | 開発元             | 発売元             | メディア                                 | 型式                             | 備考                                                                           |
| --- | --------------------------------------------- | ----------------------------------------- | --------------------------------------------- | ------------------ | ------------------ | ---------------------------------------- | -------------------------------- | ------------------------------------------------------------------------------ |
| 1   | メトロクロス                                  | 1986年12月16日                            | ファミリーコンピュータ                        | ナウプロダクション | ナムコ             | 512キロビットロムカセット                | MC-3900                          |                                                                                |
| 2   | Metro Cross                                   | 1987年                                    | Amstrad CPC Atari ST コモドール64 ZX Spectrum | Probe Software     | U.S. Gold          | フロッピーディスク                       | -                                |                                                                                |
| 3   | ナムコミュージアム Vol.5                      | 1997年2月28日 1997年11月 1998年2月        | PlayStation                                   | トーセ             | ナムコ             | CD-ROM                                   | SLPS-00705 SLUS-00417 SCES-00702 | アーケード版の移植                                                             |
| 4   | ナムコミュージアム Vol.5 PlayStation the Best | 1999年10月28日                            | PlayStation                                   | トーセ             | ナムコ             | CD-ROM                                   | SLPS-91162                       | 廉価版                                                                         |
| 5   | メトロクロス                                  | 2003年8月1日                              | J-フォン （Javaアプリ）                       | ナムコ             | ナムコ             | ダウンロード （ナムコアプリキャロットJ） | -                                |                                                                                |
| 6   | メトロクロスWIDE版                            | 2008年10月1日                             | iアプリ                                       | バンダイナムコ     | バンダイナムコ     | ダウンロード （ナムコ・ゲームス）        | -                                |                                                                                |
| 7   | ナムコミュージアム バーチャルアーケード       | 2008年11月4日 2009年5月15日 2009年11月5日 | Xbox 360                                      | バンダイナムコ     | バンダイナムコ     | DVD-ROM                                  | 21022 2RD-00001                  | アーケード版の移植                                                             |
| 8   | メトロクロス                                  | 2015年11月25日                            | Wii U                                         | ナウプロダクション | バンダイナムコ     | ダウンロード （バーチャルコンソール）    | -                                | ファミリーコンピュータ版の移植                                                 |
| 9   | メトロクロス                                  | 2020年8月20日                             | Nintendo Switch                               | B.B.スタジオ M2    | バンダイナムコ     | ダウンロード                             | -                                | ファミリーコンピュータ版の移植 『ナムコットコレクション』のDLCとしてのリリース |
| 10  | エアロクロス                                  | 2020年12月18日                            | Windows                                       | バンダイナムコ     | D4エンタープライズ | ダウンロード （プロジェクトEGG）         | -                                | アーケード版の移植 タイトルを改題しての配信 2021年9月30日配信終了              |
| 11  | メトロクロス                                  | 2022年8月18日                             | PlayStation 4 Nintendo Switch                 | ナムコ             | ハムスター         | ダウンロード （アーケードアーカイブス）  | -                                | アーケード版の移植                                                             |

なお、本作のリメイク作品として『エアロクロス』が開発されていた。ナムコ過去作のリメイク企画「ナムコジェネレーションズ」の一環で、PlayStation 3・Xbox 360向けに配信が告知されていたが、2012年に開発中止となった。

## スタッフ
- ゲーム・デザイナー：岡本達郎
- プログラマー：大野木宜幸、田中京太
- グラフィック：小野浩、岡本達郎
- 音楽、サウンド・プログラマー：大野木宜幸
- イラストレーター：北原聡

## 評価
アーケード版
1998年にそれまで発売されていたアーケードゲーム全てを対象に行われたゲーメストムック『ザ・ベストゲーム2』では「秀作ゲーム」として選定され、「数多くのアイデアがぎっしりと詰め込まれており、プレイヤーを飽きさせないほど多種多様に富んでいた」、「クラッカージャンプの心地よい音とスピード感は、当時にはない斬新な衝撃を与えてくれた」、「スケボーの乗り換えやゴールゲート越えなど隠しボーナスも多く、すべてが刺激的なゲームであった」とゲームシステムの革新性や効果音、ゲーム性などに関して肯定的に評価している。
ファミリーコンピュータ版
ゲーム誌『ファミリーコンピュータMagazine』の読者投票による「ゲーム通信簿」での評価は以下の通りとなっており、18.95点（満30点）となっている。
| 項目 | キャラクタ | 音楽 | 操作性 | 熱中度 | お買得度 | オリジナリティ | 総合  |
| 得点 | 3.23       | 3.06 | 3.17   | 3.08   | 3.08     | 3.33           | 18.95 |